# Kameng
La rivière Kameng est une rivière indienne d'une longueur de 264 km qui coule dans les États de l'Arunachal Pradesh et de l'Assam. Elle est un affluent du Brahmapoutre.

## Source de la traduction
- (de) Cet article est partiellement ou en totalité issu de l’article de Wikipédia en allemand intitulé « Kameng » (voir la liste des auteurs).